# Светски дан делфина
Светски дан делфина се обележава сваког 2. маја.

## Историјат
Пре више од двеста година људи су почели да лове делфине, а та пракса се наставила и до данас, упркос легислативама којима се овај лов ограничава. Године 1982. је у потпуности забрањен комерцијални лов, а 1986. је усвојен Светски дан делфина од Међународне комисије за лов на гребену.
Велики број се налази у зоолошким вртовима и циркусима, напуштајући своје уобичајене услове неопходне за нормално функционисање и репродукцију. Најчешће се продају забавним парковима или се користе као мета за улов других животиња у мору. Издвајају се из природних станишта и гаје у акваријумима и различитим базенима како би касније служили као забава посетиоцима, за прехрамбену или текстилну индустрију.